# Dấu thời gian

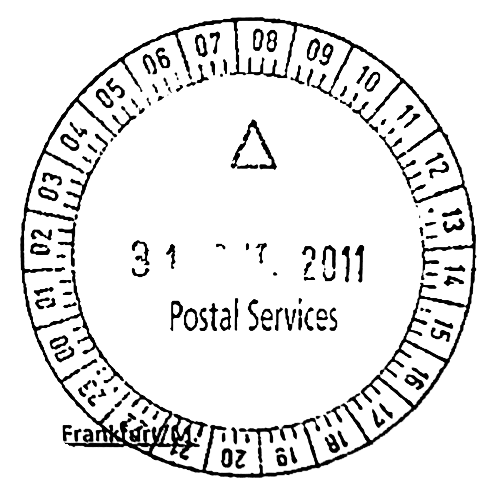
Một dấu bưu điện trên một lá thư, với dấu thời gian hiển thị ngày (giữa) và thời gian bức thư được bưu điện nhận được.

Dấu thời gian hay tem thời gian là một chuỗi các ký tự hoặc thông tin được mã hóa xác định khi một sự kiện nào đó xảy ra, thường đưa ra ngày và giờ trong ngày, đôi khi chính xác đến một phần nhỏ của một giây.  Thuật ngữ này bắt nguồn từ tem cao su được sử dụng trong các văn phòng để đóng dấu ngày hiện tại và đôi khi, bằng mực trên tài liệu giấy, để ghi lại khi nhận được tài liệu.  Các ví dụ phổ biến của loại dấu thời gian này là dấu bưu điện trên một chữ cái hoặc thời gian "vào" và "ra" trên thẻ thời gian.
Trong thời hiện đại, việc sử dụng thuật ngữ này đã được mở rộng để chỉ thông tin ngày và thời gian kỹ thuật số gắn liền với dữ liệu kỹ thuật số.  Ví dụ: tệp máy tính chứa dấu thời gian cho biết khi tệp được sửa đổi lần cuối và máy ảnh kỹ thuật số thêm dấu thời gian vào ảnh họ chụp, ghi lại ngày và giờ chụp ảnh.

## Dấu thời gian kỹ thuật số
Dấu thời gian là thời gian mà một sự kiện được ghi lại bằng máy tính, không phải là thời gian của chính sự kiện đó.     Trong nhiều trường hợp, sự khác biệt có thể không quan trọng: thời gian mà một sự kiện được ghi lại bởi dấu thời gian (ví dụ: được nhập vào tệp nhật ký) phải gần với thời gian của sự kiện.
Dữ liệu này thường được trình bày theo định dạng nhất quán, cho phép dễ dàng so sánh hai bản ghi khác nhau và theo dõi tiến trình theo thời gian; thực hành ghi lại dấu thời gian một cách nhất quán cùng với dữ liệu thực tế được gọi là Dấu Thời Gian.  Việc đánh số tuần tự các sự kiện đôi khi được gọi là dấu thời gian.
Dấu thời gian thường được sử dụng để ghi nhật ký sự kiện hoặc trong chuỗi sự kiện (SOE), trong trường hợp đó, mỗi sự kiện trong nhật ký hoặc SOE được đánh dấu bằng dấu thời gian.
Thực tế tất cả các hệ thống tệp máy tính lưu trữ một hoặc nhiều dấu thời gian trong siêu dữ liệu trên mỗi tệp.  Đặc biệt, hầu hết các hệ điều hành hiện đại hỗ trợ POSIX stat (gọi hệ thống), vì vậy mỗi tập tin đã 3 timestamps liên kết với nó: thời gian truy cập cuối cùng (atime: ls -lu), thời gian sửa đổi cuối cùng (mtime: ls -l), và thời gian thay đổi trạng thái cuối cùng (ctime: ls -lc).
Một số trình lưu trữ tệp và một số phần mềm kiểm soát phiên bản, khi chúng sao chép tệp từ một số máy tính từ xa sang máy tính cục bộ, điều chỉnh dấu thời gian của tệp cục bộ để hiển thị ngày / giờ trong quá khứ khi tệp đó được tạo hoặc sửa đổi trên máy tính từ xa đó, thay vì ngày / giờ khi tệp đó được sao chép vào máy tính cục bộ.

## Tiêu chuẩn hóa
ISO 8601 tiêu chuẩn hóa việc thể hiện ngày và thời gian.  Các biểu diễn tiêu chuẩn này thường được sử dụng để xây dựng các giá trị dấu thời gian.

## Ý nghĩa khác
Dấu thời gian cũng có thể dùng để chỉ:
- Mã thời gian (trong công nghệ mạng hoặc video)
- Giờ Unix, số giây kể từ 00:00:00 UTC ngày 1 tháng 1 năm 1970
- Dấu thời gian ICMP
- Một timestamp chữ ký số mà người ký chứng từ cho sự tồn tại của văn bản ký kết hoặc nội dung vào thời điểm đó được cho là một phần của chữ ký số
- Việc sửa đổi hoặc truy cập thời gian của một tập tin hoặc thư mục trong máy tính hệ thống tập tin hoặc cơ sở dữ liệu
- Bằng chứng về tính xác thực của một người (nếu hình ảnh được đánh dấu thời gian, nó sẽ xác nhận hình ảnh đó là bản gốc) trên các trang web như 4chan